# Kienzlsägmühlbach
Der Kienzlsägmühlbach ist ein linker Zufluss der Isar in Oberbayern.
Der Kienzlsägmühlbach mit einer Gesamtlänge von 1,2 Kilometer ist ein von Menschenhand geschaffener Mühlkanal bei dem Weiler Langeneck. Ursprünglich zweigte er bei der Gipsmühle vom Schwarzenbach ab und trieb bis in das 19. Jahrhundert das Sägewerk in Langeneck Haus Nr. 9 an. Der Leitgraben fließt in weitgehend nordwärtiger Richtung und mündet bei Wegscheid in die Isar.
Der Verlauf des Baches verläuft heute in Teilen Langenecks und Wegscheids verdolt. Er ist teilweise überbaut worden und nur noch auf etwa 800 m oberflächig in seinem Fliessverlauf sichtbar.